# Daniel Madwed
Daniel Lawrence Madwed (Stamford (Connecticut), 15 maart 1989) is een Amerikaans voormalig zwemmer die gespecialiseerd was in de vrije slag en de vlinderslag.

## Carrière
Madwed baarde voor het eerst opzien tijdens de Amerikaanse trials voor de wereldkampioenschappen zwemmen 2005 toen hij als jongste deelnemer in de finale op de 200 meter vlinderslag derde werd, na ervaren zwemmers als Davis Tarwater en Michael Raab.
Bij zijn internationale debuut, op de Pan Pacific kampioenschappen zwemmen 2006 in Victoria, eindigde de Amerikaan als tiende op de 200 meter vlinderslag, op zowel 100 meter vlinderslag als de 200 meter wisselslag eindigde hij op de vijftiende plaats. Op het koningsnummer, de 100 meter vrije slag, strandde hij in de series.
Op de Universiade in 2007 behaalde hij het brons op de 200 meter vlinderslag, en zwom hij in de series de 4x200 meter vrije slag estafette die uiteindelijk goud won en de 4x100 meter wisselslag estafette die uiteindelijk zilver won.
Bij de Amerikaanse trials voor de wereldkampioenschappen zwemmen 2009 werd hij tweede op de 400 meter vrije slag, na Peter Vanderkaay en zwom zich zo in het WK-team. Madwed plaatste zich ook voor de finale van de 200 meter vrije slag, maar liet zijn plaats aan teamgenoot Charlie Houchin om zich te kunnen concentreren op de 200 meter vlinderslag. Maar het draaide niet uit zoals hij had gehoopt, Houchin werd zevende en miste het WK-team om meer dan 2 seconden, Madwed zelf werd derde op de 200 meter vlinder. Zijn 1.56,13 was ook meer dan 2 seconden te traag voor een plaatsje op het WK.
Op die wereldkampioenschappen werd Madwed negende in de series van de 400 meter vrije slag. Hij zwom een nieuw persoonlijk record en kwam slechts 0,27 seconden tekort om de finale te halen. Omdat de Amerikaanse toppers op de 4x200 meter vrije slag in de series niet zouden hoeven te zwemmen kreeg Madwed een plaatsje aangeboden in het team, hoewel hij zich eigenlijk niet voor de afstand had gekwalificeerd. Hij splitte 1.45,63 de derde tijd van het team dat verder bestond uit Ricky Berens, Davis Tarwater en Peter Vanderkaay. De VS kwalificeerden zich met een tijd van 7.03,30 gedeeld als eerste voor de finale, daarin kwam Madwed niet in actie maar hij deelde wel mee in het succes van de ploeg die uiteindelijk goud won.
Tijdens de Pan-Amerikaanse Spelen 2011 in Guadalajara veroverde hij de zilveren medaille op de 200 meter vlinderslag. Op de 4x200 meter vrije slag zwom hij samen met Ryan Feeley, Rexford Tullius en Robert Margalis in de series, in de finale legden Conor Dwyer, Scot Robison, Charlie Houchin en Matt Patton beslag op de gouden medaille. Voor zijn aandeel in de series ontving hij de gouden medaille.

## Belangrijkste resultaten
| Jaar | Olympische Spelen | WK langebaan                                                         | WK kortebaan  | PanPacs                                                                           | Pan-Ams                                                            |
| ---- | ----------------- | -------------------------------------------------------------------- | ------------- | --------------------------------------------------------------------------------- | ------------------------------------------------------------------ |
| 2006 |                   |                                                                      | geen deelname | 47e 100m vrije slag 15e 100m vlinderslag 10e 200m vlinderslag 15e 200m wisselslag |                                                                    |
| 2007 |                   | geen deelname                                                        |               |                                                                                   | geen deelname                                                      |
| 2008 | geen deelname     |                                                                      | geen deelname |                                                                                   |                                                                    |
| 2009 |                   | 9e 400m vrije slag · 4x200m vrije slag · Madwed zwom enkel de series |               |                                                                                   |                                                                    |
| 2010 |                   |                                                                      | geen deelname | geen deelname                                                                     |                                                                    |
| 2011 |                   | geen deelname                                                        |               |                                                                                   | 200m vlinderslag · 4x200m vrije slag · Madwed zwom enkel de series |
| 2012 | geen deelname     |                                                                      | geen deelname |                                                                                   |                                                                    |
| 2013 |                   | geen deelname                                                        |               |                                                                                   |                                                                    |

## Persoonlijke records

### Langebaan
| Afstand          | Tijd    | Datum           | Plaats       |
| ---------------- | ------- | --------------- | ------------ |
| 200m vrije slag  | 1.47,31 | 8 juli 2009     | Indianapolis |
| 400m vrije slag  | 3.45,95 | 26 juli 2009    | Rome         |
| 100m vlinderslag | 52,73   | 4 augustus 2011 | Stanford     |
| 200m vlinderslag | 1.56,13 | 8 juli 2009     | Indianapolis |
| 200m wisselslag  | 2.00,62 | 2 augustus 2008 | Minneapolis  |